# Anna Wassiljewna Schtschukina
Anna Wassiljewna Schtschukina (russisch Анна Васильевна Щукина; * 5. November 1987 in Balakirewo, Russische SFSR) ist eine ehemalige russische Eishockeyspielerin, die über viele Jahre für SKIF Nischni Nowgorod, Agidel Ufa und Tornado Moskowskaja Oblast in der Schenskaja Hockey-Liga spielte. Mit der russischen Frauen-Nationalmannschaft nahm sie an acht Weltmeisterschaften und den Olympischen Winterspielen in Sotschi teil.

## Karriere
Anna Schtschukina wurde im Dorf Balakirewo im Oblast Wladimir geboren. Mit sieben Jahren begann sie mit dem Eishockeysport bei Rubin Balakirewo und spielte in dessen männlichen Nachwuchsteams. 2001 gewann sie mit Rubin das regionale Nachwuchsturnier um den Goldenen Puck. Im Alter von 15 Jahren zog sie nach Moskau und besuchte fortan die Sportschule von SKIF Moskau unter der Leitung von Alexandra Wirjasowa. Ab 2004 spielte sie für SKIF in der höchsten Frauenliga Russlands. 2006 zog der Klub von Moskau nach Nischni Nowgorod um. Mit SKIF gewann sie 2008 und 2010 die russische Meisterschaft sowie 2009 den European Women Champions Cup. Parallel zu ihrem sportlichen Engagement studierte sie an der Staatlichen Pädagogischen Hochschule Nischni Nowgorod.
2011 kehrte sie nach Moskau zurück und spielte in den folgenden vier Spielzeiten für Tornado Moskowskaja Oblast. Mit Tornado gewann sie 2012, 2013 und 2015 drei weitere Meistertitel sowie 2012, 2013 und 2014 den European Women Champions Cup. In der Saison 2015/16 spielte sie für die Frauenmannschaft des HK Dynamo Sankt Petersburg in der 2015 neu gegründeten Schenskaja Hockey-Liga, ehe sie im Juli 2016 von Agidel Ufa für zwei Jahre unter Vertrag genommen wurde. 2018 gewann sie ihren fünften Meistertitel der Karriere und kehrte anschließend zu SKIF zurück. Dort beendete sie 2021 ihre Karriere.

### International
Im Jahr 2007 debütierte Anna Schtschukina für die russische Nationalmannschaft. Während der Saison 2009/10 wurde sie für den Kader für die Olympischen Spiele in Vancouver nominiert, erlitt aber kurz vor dem Beginn des Turniers in einem Testspiel einen Kreuzbandriss. Im Jahr 2013 gewann sie mit der Nationalmannschaft die Bronzemedaille bei der Weltmeisterschaft in Ottawa und im gleichen Jahr die Silbermedaille bei der Winter-Universiade 2013 in Trento. Im Februar 2014 trat sie für die Nationalmannschaft bei den Olympischen Winterspielen in Sotschi an, absolvierte alle sechs Spiele und erzielte dabei zwei Tore.
Bei der Winter-Universiade 2015 in Granada gewann sie die Goldmedaille. Ein Jahr später führte sie das Nationalteam als Kapitän an und erreichte bei der Weltmeisterschaft in Malmö erneut den Gewinn der Bronzemedaille. 

## Erfolge und Auszeichnungen
| - 2008 Russischer Meister mit SKIF Nischni Nowgorod - 2009 Gewinn des European Women Champions Cup mit SKIF Nischni Nowgorod - 2010 Russischer Meister mit SKIF Nischni Nowgorod - 2012 Gewinn des European Women Champions Cup mit Tornado Moskowskaja Oblast - 2012 Russischer Meister mit Tornado Moskowskaja Oblast - 2013 Gewinn des European Women Champions Cup mit Tornado Moskowskaja Oblast - 2013 Russischer Meister mit Tornado Moskowskaja Oblast | - 2013 Bronzemedaille bei der Weltmeisterschaft - 2013 Silbermedaille bei der Winter-Universiade - 2014 Gewinn des European Women Champions Cup mit Tornado Moskowskaja Oblast - 2015 Russischer Meister mit Tornado Moskowskaja Oblast - 2015 Goldmedaille bei der Winter-Universiade - 2016 Bronzemedaille bei der Weltmeisterschaft |

## Karrierestatistik

### International
(Legende zur Spielerstatistik: Sp oder GP = absolvierte Spiele; T oder G = erzielte Tore; V oder A = erzielte Assists; Pkt oder Pts = erzielte Scorerpunkte; SM oder PIM = erhaltene Strafminuten; +/− = Plus/Minus-Bilanz; PP = erzielte Überzahltore; SH = erzielte Unterzahltore; GW = erzielte Siegtore; 1 Play-downs/Relegation; Kursiv: Statistik nicht vollständig)